# Radiofonia przewodowa

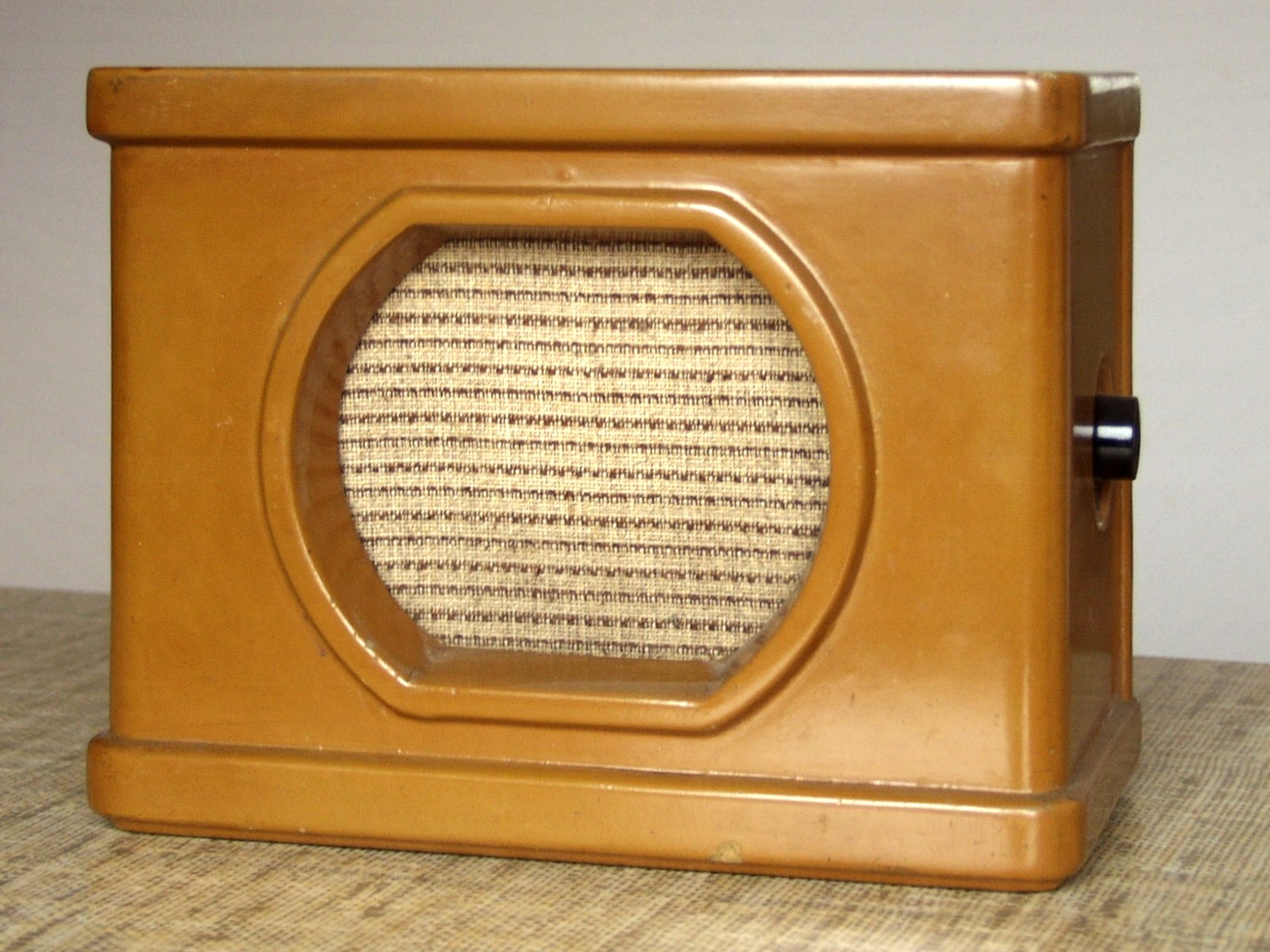
Polski głośnik radiowęzłowy – tzw. kołchoźnik

Radiofonia przewodowa – technika przekazywania audycji dźwiękowych z wykorzystaniem przewodów elektrycznych, stosowana w Europie i USA od lat 40. do lat 70. XX w., w ograniczonym zakresie także później. Początki radiofonii przewodowej to wiek XIX.

## Metody przesyłania sygnału

### Wielka częstotliwość przez telefon
Program radiowy przesyłany był do odbiorcy z wykorzystaniem sygnałów wielkiej częstotliwości przez przewody telefoniczne, a odbierany przy pomocy zwykłego radioodbiornika. Można było równocześnie korzystać z telefonu i słuchać radia. Aby radio i telefon nie zakłócały wzajemnie swojej pracy, stosowane były filtry: górnoprzepustowy dla radia i dolnoprzepustowy dla telefonu.

Warunki zastosowania:
- rozbudowana sieć telefoniczna,
- słuchacze są zaopatrzeni w radioodbiorniki,
- wskazana elektryfikacja terenu (zasilanie odbiornika).

### Wielka częstotliwość przez sieć energetyczną
Sygnały wielkiej częstotliwości przesyłane były przez sieć energetyczną, do odbioru służył radioodbiornik wyposażony w filtr izolujący.

Warunki zastosowania:
- słuchacze są zaopatrzeni w radioodbiorniki,
- konieczna elektryfikacja terenu (przewodami przenoszony jest sygnał).

Metoda była stosowana w USA podczas II wojny światowej przez radioamatorów, którym zabroniono pracy na wcześniej przyznanych pasmach częstotliwości. W Polsce tuż po wojnie Polskie Radio wspólnie z Politechniką Gdańską prowadziło analizy możliwości zastosowania takiego systemu w kraju, nie słyszano jednak o ich zastosowaniu.

### Mała częstotliwość przez telefon
Sygnały małej częstotliwości przesyłane były za pomocą przewodów telefonicznych, do odbioru wykorzystywane były wzmacniacze małej częstotliwości z głośnikiem. Abonent nie mógł równocześnie korzystać z obu usług, a program radiowy uzyskiwało się po wykręceniu odpowiedniego numeru.

Warunki zastosowania:
- rozbudowana sieć telefoniczna,
- słuchacze są zaopatrzeni we wzmacniacze z głośnikiem,
- wskazana elektryfikacja terenu (zasilanie wzmacniacza).

System dla abonentów końcowych stosowany był w Szwajcarii i Szwecji. Powszechnie stosowany był natomiast do przesyłania programu radiowego ze studia do nadajnika oraz do rozgłośni regionalnych. W celu uzyskania dobrego pasma przenoszenia i zapobiegania przesłuchom stosowane były linie telefoniczne o specjalnych parametrach.

### Mała częstotliwość przez specjalne przewody
Sygnały małej częstotliwości przesyłane były za pomocą specjalnie zbudowanej do tego celu sieci przewodowej i docierały u abonenta bezpośrednio do głośnika. Do sieci przyłączane były też głośniki uliczne.

Warunki zastosowania:
- konieczność zbudowania dedykowanej sieci,
- słuchacze nie muszą mieć odbiorników radiowych, wystarczy głośnik z transformatorem (Kołchoźnik),
- nie jest wymagana elektryfikacja terenu.

System stosowany był w ZSRR, Polsce, Wielkiej Brytanii, Holandii, i niemal wszystkich krajach RWPG.

## Radiofonia przewodowa w Polsce
Po zakończeniu II wojny światowej zniszczone były w Polsce wszystkie fabryki sprzętu radiotechnicznego, wszystkie studia radiowe i urządzenia nadawcze a odbiorniki skonfiskowane przez okupanta. Kraj był zelektryfikowany w niewielkim stopniu, szczególnie na terenach wiejskich (w 1946 r. tylko do 6% ogólnej liczby gospodarstw rolnych docierała energia elektryczna). Wybrano drogę radiofonizacji kraju z zastosowaniem radiofonii przewodowej małej częstotliwości przez dedykowane przewody. Pierwsze instalacje uruchomiono w 1945 r. W 1946 r. pracowały 333 radiowęzły, liczba abonentów wynosiła 19 tys. a długość sieci przewodowej 1521 km. Zastosowanie radiofonii przewodowej nie wstrzymało równoległego rozwoju radiofonii z wykorzystaniem fal radiowych.
Największą liczbę abonentów radiofonii przewodowej zanotowano w 1957 r., było ich 1 622 000. Długość linii przesyłowych wynosiła ok. 86 tys. km a liczba radiowęzłów ok. 3500. Liczba zwykłych odbiorników radiowych w Polsce wynosiła wtedy ok. 2 mln. W późniejszych latach proporcje te zmieniały się i w końcu lat 60. XX w. liczba abonentów „przewodowych” spadła do ok. 1 mln, a abonentów „antenowych” wzrosła do ponad 4,5 mln.
Od radiofonii przewodowej zaczęto odchodzić w latach 70. XX w., później stosowana była w szkołach, zakładach pracy i miejscach zbiorowego zakwaterowania.

## Techniczna strona przesyłania sygnałów m.cz. za pomocą przewodów
Radiofonia przewodowa małej częstotliwości polega na przekazywaniu odbiorcy drogą przewodową sygnału ze stacji wzmacniakowej, w postaci energii elektrycznej o częstotliwościach akustycznych i o mocy wystarczającej do uruchomienia głośnika. Źródłowy sygnał radiowy dostarczany jest do za pomocą specjalnej linii telefonicznej lub odbierany przy pomocy radioodbiornika. Dla całego niezależnego zespołu urządzeń radiofonii przewodowej obsługującej pewien teren przyjęta została nazwa radiowęzeł. Szczegóły konstrukcji radiowęzła opisane zostały w odrębnym artykule.

## Zalety i wady radiofonii przewodowej
W okresie rozwoju radiofonii przewodowej do jej zalet zaliczano:
- prostotę konstrukcji,
- niski koszt,
- zbędność źródła zasilania u odbiorcy,
- odporność na zakłócenia elektromagnetyczne.

Z punktu widzenia organizatora (w Polsce tzw. władzy ludowej) do zalet należał fakt, iż słuchacz nie miał możliwości wyboru stacji radiowej. Ten sam fakt był uznawany przez słuchaczy za główną wadę.
Z czasem wszystkie wymienione zalety straciły na aktualności. Było to wynikiem powszechnego dostępu do elektryczności, burzliwego rozwoju techniki przekazu bezprzewodowego, masowej produkcji urządzeń radiowych oraz ich niskiej ceny, w końcu zastosowania najnowszych sposobów przekazywania informacji (Internet, przekazy satelitarne).

## Radiofonia przewodowa w Europie
Radiofonia przewodowa była najbardziej popularna w ZSRR. Tu liczba abonentów jeszcze przed II wojną światową przekroczyła 4 mln, a pod koniec lat 60. XX w. sięgała 40 mln. Powstawała także w pozostałych krajach socjalistycznych.
Radiofonia przewodowa nie była wyłącznie radziecką czy polską specjalnością, stosowały ją – w mniejszym zakresie – inne kraje europejskie. W 1947 r. w Anglii było 600 tys. głośników zasilanych z 300 dużych radiowęzłów. W 1959 r. ponad pół miliona abonentów zarejestrowanych było w Holandii. W Szwajcarii liczba abonentów „przewodowych” wynosiła w 1970 r. ponad 400 tys.
Do działających na początku XXI w. należy Włoska Radiofonia przewodowa, która powstała w 1958 r. dzięki współpracy pomiędzy RAI i SIP (dziś Telecom Italia).